# Vic-sur-Seille
Cet article possède un paronyme, voir Vic-sur-Cère.
Vic-sur-Seille est une commune française située dans le département de la Moselle, en région Grand Est.
Ses habitants s'appellent les Vicois et les Vicoises.
Il possède une école primaire, une école maternelle, un parc, quelques restaurants, bars, un gîte, un magasin Proxi et deux boulangeries 
La Porte des Evêques fait partie de ce village.

## Géographie

### Localisation
Situé au sud du département de la Moselle, la localité est située dans la plaine saline du Saulnois. Le village tire son nom de la rivière qui le traverse : la Seille, affluent de la Moselle. Elle fait partie du parc naturel régional de Lorraine.
Elle se trouve à 30 kilomètres à l'est de Nancy par la route nationale 74, à 50 kilomètres au sud-est de Metz et 45 kilomètres à l'ouest de Sarrebourg par la route départementale 955, 
La commune est à 6 kilomètres au sud de Château-Salins et 25 kilomètres au nord de Lunéville.

### Communes limitrophes
| Salonnes          | Salonnes       | Amelécourt |
| Salonnes          | Vic-sur-Seille | Moyenvic   |
| Bezange-la-Grande | Moyenvic       | Moyenvic   |

### Hydrographie
La commune est située dans le bassin versant du Rhin au sein du bassin Rhin-Meuse. Elle est drainée par la Seille, le ruisseau de la Basse de Ligniere, le ruisseau de l'Étang du Grand Parc, le ruisseau des Quatre Rus, le ruisseau des Sales et le ruisseau du Sorbier.
La Seille, d'une longueur totale de 137,7 km, prend sa source dans la commune de Maizières-lès-Vic et se jette  dans la Moselle à Metz en limite avec Saint-Julien-lès-Metz, après avoir traversé 57 communes.

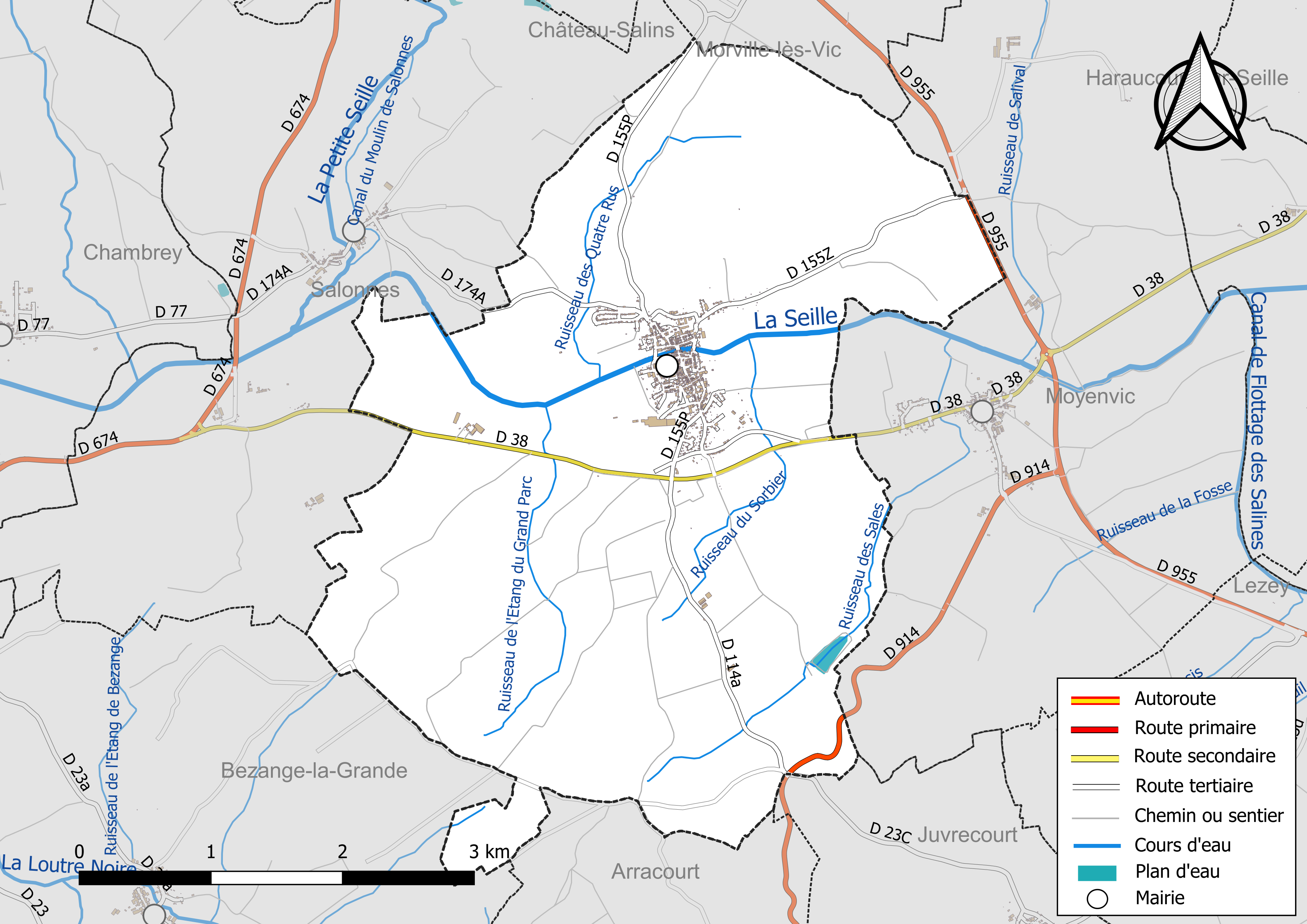
Réseaux hydrographique et routier de Vic-sur-Seille.

La qualité des eaux des principaux cours d’eau de la commune, notamment de la Seille, peut être consultée sur un site spécial géré par les agences de l’eau et l’Agence française pour la biodiversité.

### Climat
Pour des articles plus généraux, voir Climat du Grand Est et Climat de la Moselle.
En 2010, le climat de la commune est de type climat océanique dégradé des plaines du Centre et du Nord, selon une étude du Centre national de la recherche scientifique s'appuyant sur une série de données couvrant la période 1971-2000. En 2020, Météo-France publie une typologie des climats de la France métropolitaine dans laquelle la commune est exposée à un climat semi-continental et est dans la région climatique  Lorraine, plateau de Langres, Morvan, caractérisée par un hiver rude (1,5 °C), des vents modérés et des brouillards fréquents en automne et hiver. 
Pour la période 1971-2000, la température annuelle moyenne est de 9,9 °C, avec une amplitude thermique annuelle de 17 °C. Le cumul annuel moyen de précipitations est de 816 mm, avec 11,6 jours de précipitations en janvier et 9,2 jours en juillet. Pour la période 1991-2020, la température moyenne annuelle observée sur la station météorologique de Météo-France la plus proche, « Rodalbe », sur la commune de Rodalbe à 19 km à vol d'oiseau, est de 10,6 °C et le cumul annuel moyen de précipitations est de 737,2 mm. 
La température maximale relevée sur cette station est de 38,7 °C, atteinte le 24 juillet 2019 ; la température minimale est de −18,1 °C, atteinte le 26 décembre 2010,,. 
Les paramètres climatiques de la commune ont été estimés pour le milieu du siècle (2041-2070) selon différents scénarios d'émission de gaz à effet de serre à partir des nouvelles projections climatiques de référence DRIAS-2020. Ils sont consultables sur un site spécial publié par Météo-France en novembre 2022.

## Urbanisme

### Typologie
Au 1er janvier 2024, Vic-sur-Seille est catégorisée bourg rural, selon la nouvelle grille communale de densité à sept niveaux définie par l'Insee en 2022.
Elle est située hors unité urbaine. Par ailleurs la commune fait partie de l'aire d'attraction de Nancy, dont elle est une commune de la couronne,. Cette aire, qui regroupe 353 communes, est catégorisée dans les aires de 200 000 à moins de 700 000 habitants,.

### Occupation des sols
L'occupation des sols de la commune, telle qu'elle ressort de la base de données européenne d’occupation biophysique des sols Corine Land Cover (CLC), est marquée par l'importance des territoires agricoles (72 % en 2018), une proportion sensiblement équivalente à celle de 1990 (72,6 %). La répartition détaillée en 2018 est la suivante : 
terres arables (50,5 %), forêts (20,7 %), prairies (12,6 %), zones agricoles hétérogènes (8,9 %), zones urbanisées (3,9 %), milieux à végétation arbustive et/ou herbacée (3,4 %). L'évolution de l’occupation des sols de la commune et de ses infrastructures peut être observée sur les différentes représentations cartographiques du territoire : la carte de Cassini (XVIIIe siècle), la carte d'état-major (1820-1866) et les cartes ou photos aériennes de l'IGN pour la période actuelle (1950 à aujourd'hui).

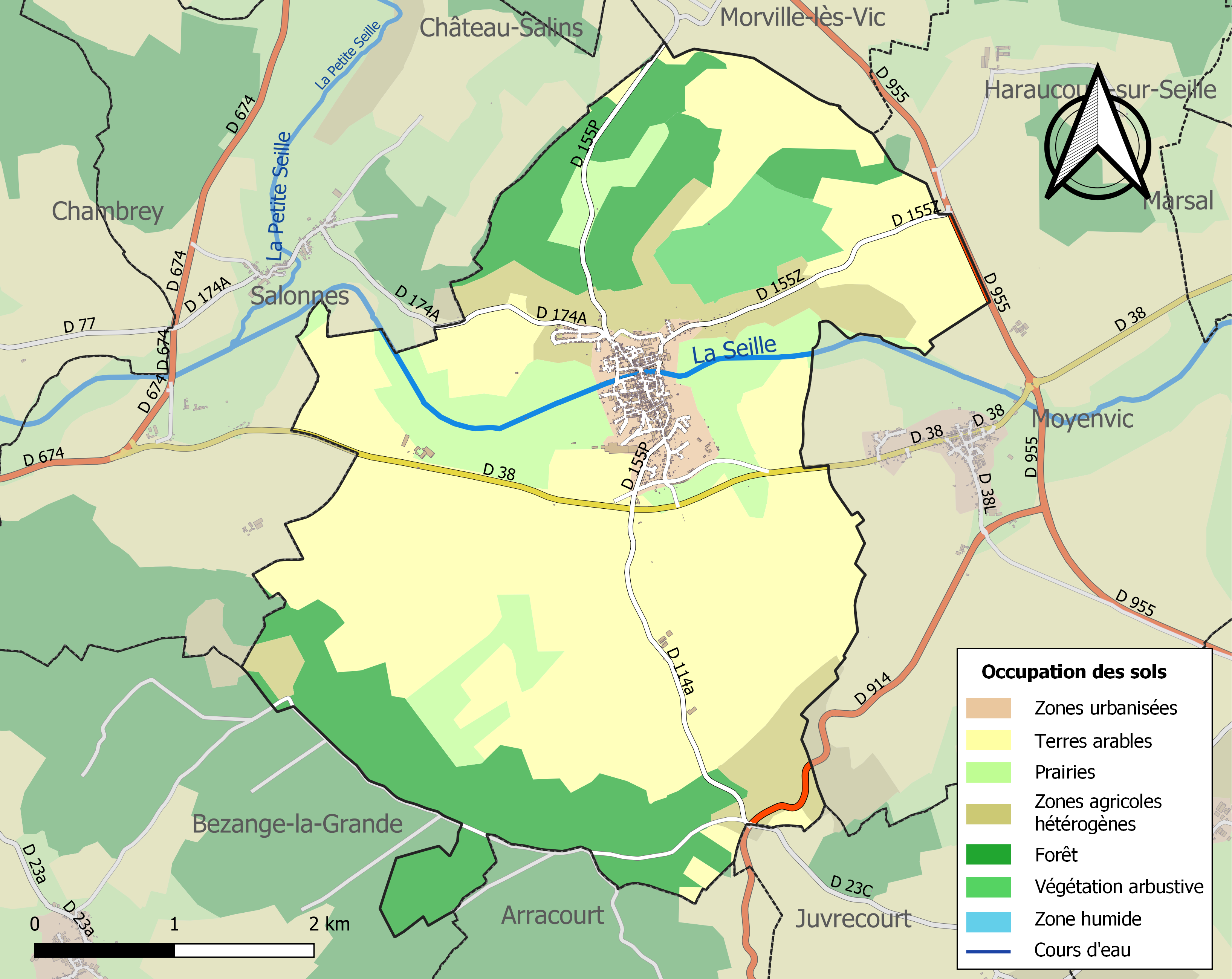
Carte des infrastructures et de l'occupation des sols de la commune en 2018 (CLC).

## Toponymie
- Anciennes mentions[15] :
- 600 Lieu de monétisation Bodisco vico (M. Prou, Catalogue des monnnaies... no.948ff.)
- 682 in vico Marsello... in alio vico (TradWiz no. 213)
- 709 Vigum (non confirmée authentique, chez H. Lepage, Dict. Topogr. de la Meurthe...)
- 754 in Bodesio vico (Gorze no. 005)
- 777 in vico Bodatio (Tangl, no. A+B, Testament de Fulrad)
- 841, 858 vico (DD Lo I, Lo II, no. 052 + 010)
- 987 Vicus (non confirmée authentique)
- 1065 Wich (Reg.Imp. III, 2,3, no. 392)
- Vy (1265), Vi (1273), Wy (1275), Weich et Wiche (1435), Wechsinger daill (vallée de Vic) (1469), Vico (1539), Vicque (1627), Vic (1801), Wich (1915-18 et 1940-44).

## Histoire
L'existence de la ville est antérieure à l'occupation romaine. Elle a été fondée sur un îlot du briquetage de la Seille. On a découvert au XVIIIe siècle une inscription votive en l'honneur de Mercure portant l'inscription Vicus Bodatius (bodatius est un mot celtique, signifiant peut être « marécageux ») et Bodesius Vicus.
La ville a été dévastée en 570 par des tribus germaniques. La présence de salines est attestée à cette époque.
Le siège de la principauté épiscopale de Metz est transféré à Vic en 1234, quand les bourgeois messins se proclament en république pour s'affranchir de la tutelle de l'évêque. Au cours des siècles, la ville va ponctuellement passer sous l'influence du duché de Lorraine.
Le 10 juin 1597, noble Pierre Leclerc du Vivier, conseiller d'État et Anne Fériet, sa femme, vendent le 1/3 d'un 1/5e en la moitié d'une maison à Vic-sur-Seille, sur le vieil marché, entre noble Nicolas Fériet, seigneur de Pulligny en partie, demeurant à Saint-Nicolas et Alizon Warin, veuve de noble Jean Cognel.
Conrad II Bayer, évêque de Metz favorise l'installation de familles juives dans ses états (le Saulnois), plus précisément à Vic-sur-Seille et à Marsal. Georges de Bade, son successeur à la tête de l'évêché de Metz confirme et maintient leur présence.
Au début du XVIIe siècle, la cité connaît un âge d'or culturel.
Le traité de Vic est signé le 6 janvier 1632 entre le duc de Lorraine Charles IV et Louis XIII. Le traité de Westphalie du 24 octobre 1648 rattache les Trois-Évêchés à la France, Vic devient alors le chef-lieu d'un bailliage royal. Elle tire ses richesses de l'extraction du sel et de la culture de la vigne.
La cité est en déclin après la Révolution française, au cours de laquelle Vic est devenue une commune du département de la Meurthe.
Une tour de Chappe est en service entre 1798 et 1852. Elle sert de relais entre Château-Salins et Lezey sur la ligne Paris-Strasbourg. Un embranchement vers Lunéville est mis en service en 1800-1801, à l'occasion du traité de Lunéville ; la station suivante se trouve à Arracourt.
Une mine de sel est exploitée entre 1819 et 1837.
En 1860, Vic possède une fabrique de chandelles, une huilerie et deux fours à plâtre et à chaux. 250 ha de vigne sont cultivés et de nombreuses distilleries sont en activité.
En 1871, la commune est annexée au district de Lorraine dans l'Empire allemand et prend le nom allemand de Wich (à partir de 1915). L'annexion précipite le déclin de la cité au profit de Château-Salins. L'intégration à l'empire allemand se fera peu à peu et ne suscitait plus guère d'opposition en 1914. La victoire française en 1918 sera toutefois bien acceptée par les habitants du canton, soulagés de retrouver la paix. Le village est alors rebaptisé Vic-sur-Seille. Il est intégré, comme le reste de l'arrondissement de Château-Salins, au département de la Moselle.
Une gare de chemin de fer, ouverte en 1868 sur l'antenne à Burthecourt vers la ligne Nancy - Sarreguemines, fonctionne jusqu'en 1939 pour le trafic voyageurs et 1955 pour le trafic marchandises.
La Seconde Guerre mondiale et le drame de l'annexion marqueront longtemps les esprits. La commune ne sera libérée qu'en novembre 1944. La ville a été décorée des croix de guerre 1914-1918 et 1939-1945.

## Politique et administration
| Période                                  | Période         | Identité             | Étiquette               | Qualité |
| ---------------------------------------- | --------------- | -------------------- | ----------------------- | --- |
| 1816                                     | 1818            | Jean-François Huin   |                         | |
| 1938                                     | 1940            | Jules Wolff          | Fédération républicaine | Instituteur Sénateur (1933-1940) Conseiller général du canton de Vic-sur-Seille(1925-1940)                          |
| 1944                                     | 19??            | Jules Wolff          |                         | Ancien Instituteur Ancien Sénateur (1933-1940) Conseiller général du canton de Vic-sur-Seille(1925-1940, 1944-1955) |
| 1968                                     | 1980            | Gérard Walterspieler |                         | |
| 1981                                     | 2001            | Philippe Leroy       | RPR                     | Sénateur, président du conseil général de la Moselle                                                                |
| 2001                                     | 2008            | Georges Mansard      |                         | |
| 2008                                     | 2014            | Gérard Martini       |                         | |
| 2014                                     | Mandat en cours | Jérôme End           | LR                      | Président de la Communauté de communes, suppléant du député Fabien Di Filippo                                       |
| Les données manquantes sont à compléter. |                 |                      |                         | |

## Démographie
L'évolution du nombre d'habitants est connue à travers les recensements de la population effectués dans la commune depuis 1793. Pour les communes de moins de 10 000 habitants, une enquête de recensement portant sur toute la population est réalisée tous les cinq ans, les populations de référence des années intermédiaires étant quant à elles estimées par interpolation ou extrapolation. Pour la commune, le premier recensement exhaustif entrant dans le cadre du nouveau dispositif a été réalisé en 2006.

En 2022, la commune comptait 1 325 habitants, en évolution de +2,63 % par rapport à 2016 (Moselle : +0,52 %, France hors Mayotte : +2,11 %).
| 1793  | 1800  | 1806  | 1821  | 1831  | 1836  | 1841  | 1846  | 1851  |
| ----- | ----- | ----- | ----- | ----- | ----- | ----- | ----- | ----- |
| 2 445 | 3 238 | 3 226 | 3 196 | 3 478 | 3 080 | 3 061 | 3 033 | 2 798 |

| 1856  | 1861  | 1871  | 1875  | 1880  | 1885  | 1890  | 1895  | 1900  |
| ----- | ----- | ----- | ----- | ----- | ----- | ----- | ----- | ----- |
| 2 579 | 2 398 | 2 309 | 2 114 | 2 065 | 2 143 | 2 041 | 2 123 | 1 933 |

| 1905  | 1910  | 1921  | 1926  | 1931  | 1936  | 1946 | 1954  | 1962  |
| ----- | ----- | ----- | ----- | ----- | ----- | ---- | ----- | ----- |
| 1 897 | 1 761 | 1 439 | 1 352 | 1 331 | 1 284 | 980  | 1 145 | 1 213 |

| 1968  | 1975  | 1982  | 1990  | 1999  | 2006  | 2011  | 2016  | 2021  |
| ----- | ----- | ----- | ----- | ----- | ----- | ----- | ----- | ----- |
| 1 431 | 1 454 | 1 397 | 1 397 | 1 469 | 1 367 | 1 343 | 1 291 | 1 329 |

| 2022  | - | - | - | - | - | - | - | - |
| ----- | - | - | - | - | - | - | - | - |
| 1 325 | - | - | - | - | - | - | - | - |

## Économie

### Vignoble
Bénéficiant d'une appellation V.D.Q.S. depuis 1951, la production de vin gris de Vic connaît un certain renouveau depuis quelques années.

## Culture locale et patrimoine

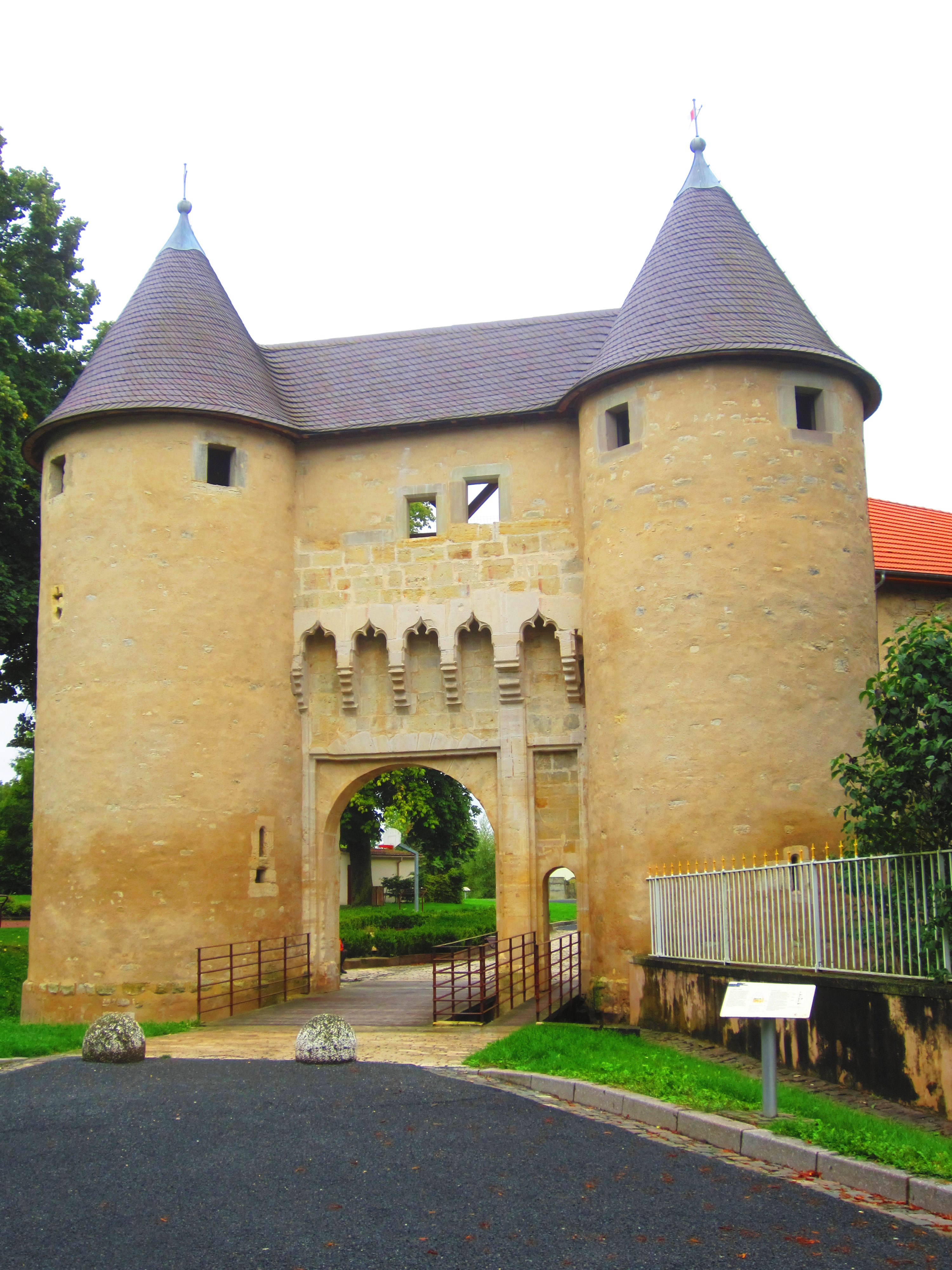
Château des évêques de Metz.

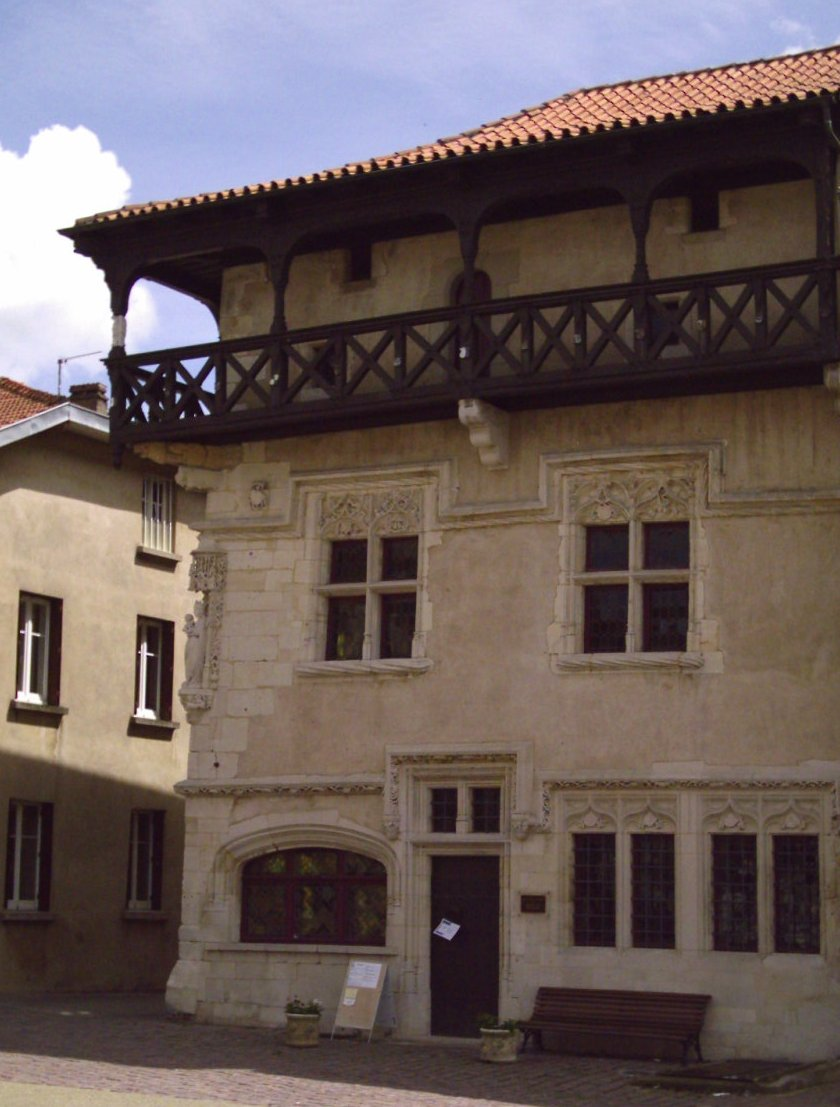
Hôtel de la Monnaie.

### Lieux et monuments

#### Édifices civils
- De nombreuses maisons du XVIIe siècle témoignent de l'architecture vicoise post-Renaissance et baroque.

##### Château des évêques de Metz
Sa construction est décidée au XIIe siècle par Bertram de Metz, puis il connaîtra des extensions successives jusqu'au XVe siècle. Les différents évêques l'utiliseront comme résidence principale ou comme lieu de villégiature. Une vie de cour s'y établit au XVe siècle. Après la guerre de Trente ans, il devient propriété de l'État, qui l'utilise pour des réceptions ou pour loger les troupes de passage. Il est victime d'un incendie en 1815. Les ruines sont rachetées par la ville en 1866. Il subsiste aujourd'hui la porte flanquée de deux tours, classées monuments historiques. Il subsiste encore une partie des douves rénovées en 2013 qui abritent plusieurs espèces d'amphibiens protégés.

##### Hôtel de la Monnaie
De style gothique flamboyant, l'hôtel de la Monnaie a été créé en 1456 ou 1484 selon les sources. Le balcon supérieur date du début du XXe siècle, par l'architecte Eduard-Hermann Heppe. Il n'y a aucune attestation qu'on y a battu un jour de la monnaie. L’édifice est rénové en 2002–2003, il abrite aujourd'hui l'office du tourisme et le siège de la conservation du musée Georges-de-La-Tour.

L'hôtel de la Monnaie fut, au milieu du XVe siècle, la résidence de Regnault d'Hoffelize, seigneur issu d'une « ancienne Maison du Pays de Liège ». L'écu de la famille d'Hoffelize Liégeois, créé par Regnault, est sculpté dans la pierre, au-dessus de la porte d'entrée. Un exemplaire en céramique moulée a été offert à l'hôtel de la Monnaie, en mai 2015, par un descendant de Regnault.

##### Musée départemental
Le musée départemental Georges-de-La-Tour a été conçu par l'architecte V. Brossy pour présenter deux œuvres du peintre Georges de La Tour : Saint Jean-Baptiste dans le désert et le Profil de femme. Il abrite une collection d'une centaine de peintures centrées autour de Georges de La Tour et de la peinture française allant de la première moitié du XVIIe siècle au XIXe siècle ainsi que des collections historiques relatives à Vic-sur-Seille. Le XVIIe siècle est particulièrement bien représenté grâce à la donation des frères Thuillier, Jacques (professeur au Collège de France, historien de l'art) et Guy (haut fonctionnaire et historien), avec des œuvres de Mathieu Le Nain, Jacques Stella, Jacques Blanchard, etc.

#### Édifices religieux

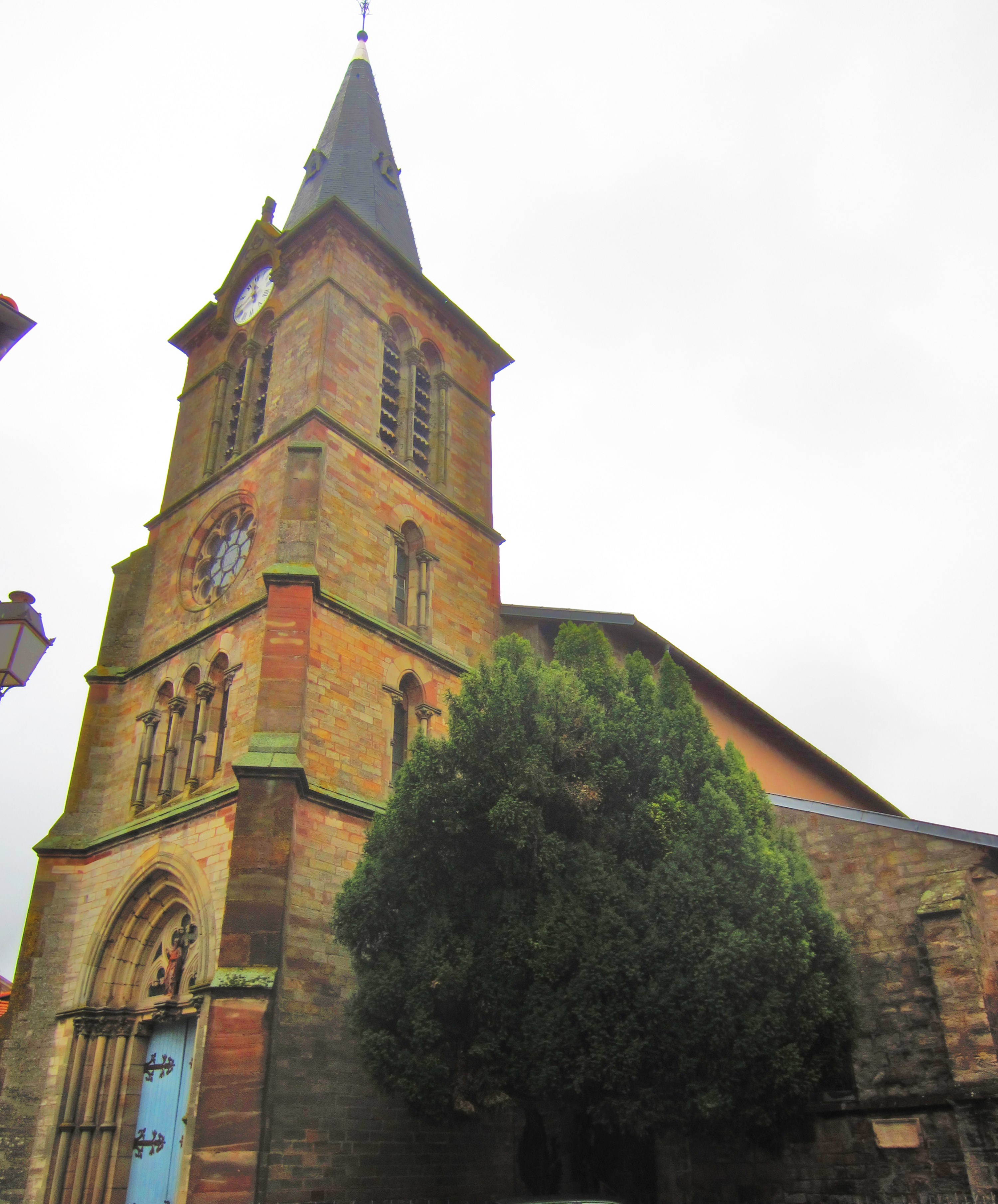
Église Saint-Marien.

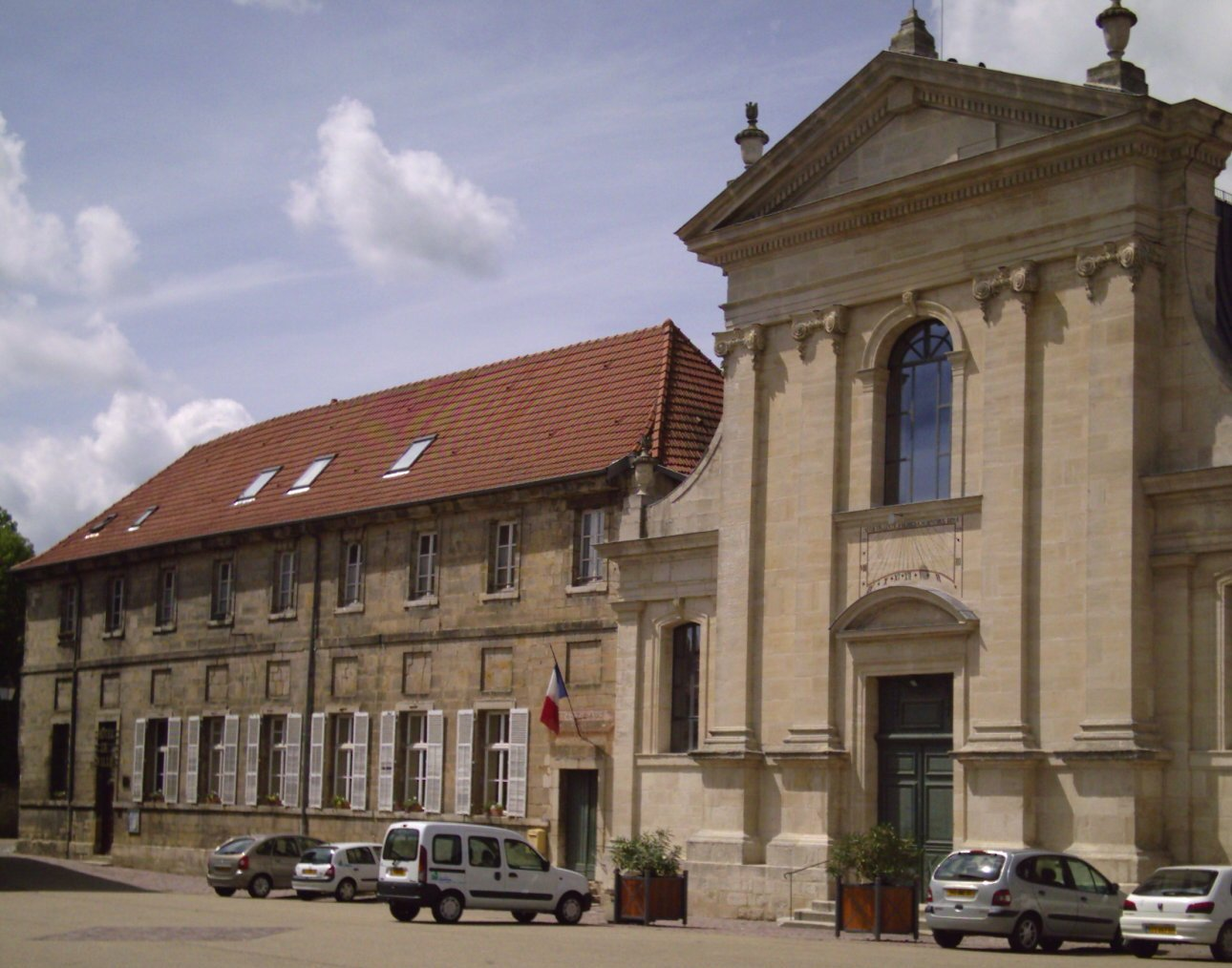
Ancien couvent des carmes.

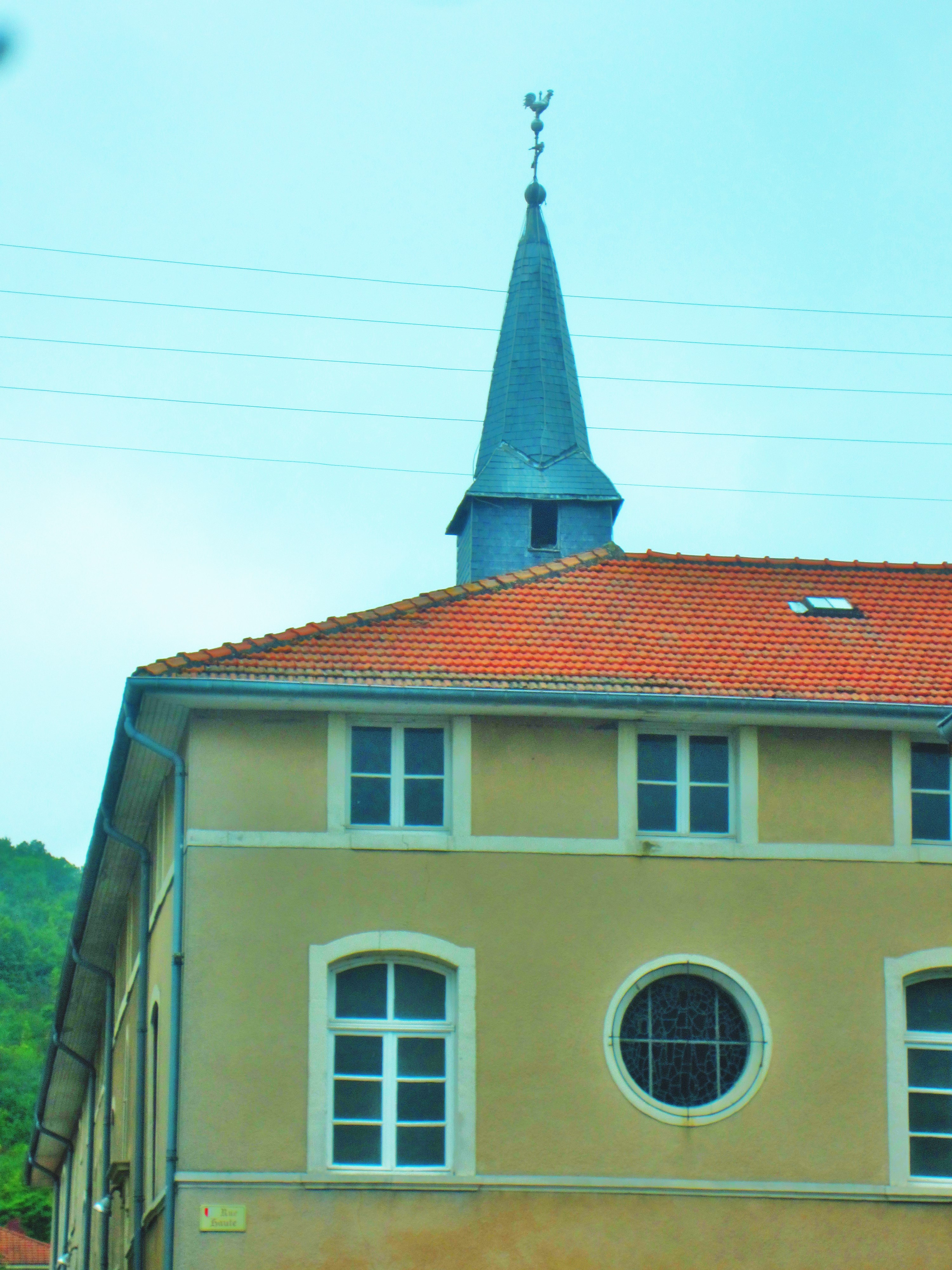
Ancien couvent de Saint-Vincent-de-Paul.

##### Église paroissiale Saint-Marien
Elle a été détruite en 1093 par Thierry II de Lorraine. Le bâtiment actuel a été édifié entre le XIIe et le XVIe siècle. Le clocher date de 1881, le précédent menaçant de s'écrouler. Les orgues ont été conçues en 1998 par la manufacture Gaston Kern de Hattmatt.

##### Église des Carmes
La construction  du couvent et de l'église des carmes date de 1675 à 1733. La congrégation était présente depuis 1646. L'ensemble devint par la suite un bâtiment militaire puis fut racheté par la ville. En 1875 l'église fut utilisée comme marché couvert. Le couvent a servi de prison, de salle de danse, d'abattoirs et de gendarmerie. Aujourd'hui il abrite la mairie et l'ancienne église est devenue une salle des fêtes.

##### Couvent de Saint-Vincent-de-Paul
En face du monastère des Dominicaines se trouve l'hospice Sainte-Marie anciennement couvent de Saint-Vincent-de-Paul fondé en 1373.

##### Couvent des Dominicaines
Les bâtiments du couvent des Dominicaine datent de 1640-1670. Après l'expulsion des religieuses en 1792, les bâtiments ont abrité une école primaire et un collège. On y trouve encore aujourd'hui l'école communale.

##### L'ancienne synagogue
Une synagogue aménagée en 1829 dans l'ancienne chapelle des religieuses de Notre-Dame, sur la place du Château est rasée par les nazis en 1940. Le terrain en 1945 est attribué au ministère de la reconstruction.
La communauté juive est présente dès avant la Révolution française. Ses membres  participeront à la vie civile et sociale de la commune par leur présence  au conseil municipal et au sein des activités socio-culturelles. L'annexion de 1871 lui portera un coup fatal, ses plus jeunes membres migrant pour la plupart vers Lunéville et Nancy.

### Gastronomie
Vignoble en appellation d'origine contrôlée Moselle.

### Personnalités liées à la commune
- Alphonse de Rambervillers (1560-1633), lieutenant-général du bailliage de Vic et poète mystique lorrain.
- Georges de La Tour, peintre né à Vic-sur-Seille le 14 mars 1593.
- Jean Châtelain, prédicateur protestant brûlé à Vic en 1525.
- Pierre-Louis Roederer, né à Vic en 1711, bâtonnier des avocats au Parlement de Metz.
- Jean-François Robinet (1825-1899), médecin, historien et homme politique parisien né à Vic-sur-Seille.
- Jean-Georges D'ancoisne dit Geoffray d'A, auteur né à Vic-sur-Seille le 31 août 1945.

### Héraldique
| Blason | Blasonnement : Parti de gueules et d'argent. Commentaires : on retrouve le rouge et le blanc comme couleurs de la cité depuis 1642. |